# Variations of Static
Variations of Static (укр. Коливання непорушного) — другий альбом ісландського мультиінструменталіста Олафура Арнальдса, виданий 2008 року. Альбом було записано, зміксовано та опрацьовано в домі Олафура в Мосфельсбаїрі.

## Перелік композицій
1. Fok (4:29) (співпродюсер — Джастін Локі (Justin Lockey))
2. Við Vorum Smá… (2:22)
3. Haust (5:28)
4. Lokaðu Augunum (3:45)
5. Himininn Er Að Hrynja En Stjörnurnar Fara þér Vel (5:37)

## Учасники запису
- Обкладинка: Йонас Вальтіссон (Jónas Valtýsson)
- Віолончель: Тордур Ґудмундур Германнссон (Þórður Guðmundur Hermannsson)
- Піаніно, запис, міксування, опрацювання, написання, аранжування, продюсер: Олафур Арнальдс (Ólafur Arnalds)
- Альт: Арндіс Гульда Аудунсдоттір (Arndís Hulda Auðunsdóttir)
- Скрипки: Марґарет Соффія Ейнарсдоттір (Margrét Soffía Einarsdóttir), Уна Петурсдоттір (Una Pétursdóttir)